# Маря
Маря (Мара, латыш. Māra) — в латышской мифологии богиня, опекающая коров. У неё просят молока, сыра, телят. В некоторых случаях она совпадает с мифологизированным образом девы Марии. Её день отмечали четыре раза в году: зимой — на святки, весной — день «капустной Марии» (Марья — зажги снега), когда сажают капусту, летом — 15 августа (Обжинки) и осенью 8 сентября (Осенины).
Двойную природу этого образа в котором слились языческие и христианские верования отражает обращение «Милая Мара скота, мать Иисуса Христа, упаси от колдунов и ведьм!». Иногда её называют матерью Лаймы.

## В неоязычестве
Сторонники латышского неоязыческого движения «Диевтуриба» считают, что Мара находится в иерархическом подчинении Диевса (Бога) или, по другой версии, является его противоположностью. По мнению Э. Брастыньша, основателя «Диевтурибы»: «Мара — это Земля или Материя, со всеми её разнообразными силами и видами, поэтому и землю в наших народных сочинениях называют землёй Мары».
Мара — Мать, подательница жизни и её «взращивательница» (латыш. auklētāja). Она связана со всеми предметами, в особенности с домашним скотом, богатством, покровительствует женщинам и дарует плодородие. «Однако временами Мара, как и Лайме, может оказываться злой по отношению к людям, в особенности перед смертью, потому что Мара требует у души данное ей тело». Согласно «Диевтурибе», Мару можно видеть и слышать: всё, что человек воспринимает с помощью органов чувств, обладает сущностью Мары.
Вероятно, современный образ Мары сложился из соединения нескольких языческих культов с христианским культом Девы Марии на фоне совпадения корней имен собственных.